# Префектура Вакајама
Вакајама (Јапански:和歌山県; Wakayama-ken) је префектура у Јапану која се налази на полуострву Кии у региону Кансај на острву Хоншу. Главни град је Вакајама.